# Orthonama lineataria
Orthonama lineataria là một loài bướm đêm trong họ Geometridae.